# Spengler Cup 1998
Der Spengler Cup 1998 (französisch Coupe Spengler 1998) war die 72. Auflage des gleichnamigen Wettbewerbs und fand vom 26. bis 31. Dezember 1998 im Schweizer Luftkurort Davos statt. Als Spielstätte fungierte das dortige Eisstadion. Insgesamt besuchten 78'060 Zuschauer die elf Turnierspiele, was einem Schnitt von 7'096 pro Partie entspricht.
Es siegte erneut das Team Canada, das durch einen 5:2-Sieg im Finalspiel über den Gastgeber HC Davos das Turnier gewann. In der Qualifikation hatten die Eidgenossen die Partie noch deutlich mit 5:1 für sich entschieden. Das Team Canada errang den Titel damit zum vierten Mal in Folge und feierte den achten Turniererfolg seit 1984.
Der Schwede Clas Eriksson war mit sechs Scorerpunkten, darunter vier Tore, erfolgreichster Akteur des Turniers.

## Modus
Die fünf teilnehmenden Teams spielten zunächst in einer Einfachrunde im Modus «jeder gegen jeden», so dass jede Mannschaft vier Spiele bestritt. Die beiden punktbesten Mannschaften nach Abschluss der zehn Qualifikationsspiele ermittelten schliesslich in einer zusätzlichen Partie den Turniersieger.

## Turnierverlauf

### Qualifikation
| 26. Dezember 1998 15:30 Uhr | HC Davos J. von Arx (14.) P. Nummelin (53.) M. Schocher (54.) T. Strandberg (60.) | 4:2 (1:1, 0:0, 3:1) Spielbericht | HC Petra Vsetín Z. Mařák (4.) Z. Mařák (50.) | Eisstadion, Davos Zuschauer: 7'680 |

| 26. Dezember 1998 20:45 Uhr | Färjestad BK J. Jönsson (17.) | 1:2 (1:1, 0:0, 0:1) Spielbericht | VEU Feldkirch G. Puschnik (15.) G. Puschnik (47.) | Eisstadion, Davos Zuschauer: 6'710 |

| 27. Dezember 1998 15:30 Uhr | Färjestad BK C. Eriksson (22.) C. Eriksson (46.) | 2:3 (0:0, 1:2, 1:1) Spielbericht | Team Canada J.-Y. Roy (22.) D. Hodgson (32.) D. Hodgson (53.) | Eisstadion, Davos Zuschauer: 7'120 |

| 27. Dezember 1998 20:45 Uhr | HC Petra Vsetín Z. Mařák (1.) T. Sršeň (11.) J. Dopita (13.) J. Dopita (14.) M. Broš (54.) | 5:4 (4:1, 0:2, 1:1) Spielbericht | VEU Feldkirch M. Seger (9.) D. Gauthier (24.) T. Vnuk (38.) R. Nasheim (47.) | Eisstadion, Davos Zuschauer: 5'680 |

| 28. Dezember 1998 15:30 Uhr | VEU Feldkirch M. Seger (15.) | 1:4 (1:2, 0:0, 1:2) Spielbericht | HC Davos M. Schocher (12.) R. Burakovsky (18.) P. Nummelin (51.) M. Schocher (60.) | Eisstadion, Davos Zuschauer: 7'680 |

| 28. Dezember 1998 20:45 Uhr | Team Canada M. Doyon (5.) J.-Y. Roy (13.) S. Heaphy (15.) D. McLlwain (27.) nicht bekannt (PS) | 5:4 n. P. (3:1, 1:2, 0:1, 0:0, 1:0) Spielbericht | HC Petra Vsetín T. Sršeň (10.) R. Bělohlav (29.) T. Sršeň (40.) R. Bělohlav (43.) | Eisstadion, Davos Zuschauer: 6'950 |

| 29. Dezember 1998 15:30 Uhr | VEU Feldkirch | 0:4 (0:2, 0:2, 0:0) Spielbericht | Team Canada W. Norris (5.) D. Marois (13.) D. McLlwain (36.) J.-Y. Roy (38.) | Eisstadion, Davos Zuschauer: 7'680 |

| 29. Dezember 1998 20:45 Uhr | HC Davos S. Jeannin (21.) K. Nurminen (25.) S. Jeannin (48.) P. Kobel (55.) | 4:5 n. V. (0:1, 2:2, 2:1, 0:1) Spielbericht | Färjestad BK T. Magnussen (19.) R. Hamr (23.) J. Jönsson (32.) J. Jönsson (49.) C. Eriksson (61.) | Eisstadion, Davos Zuschauer: 7'680 |

| 30. Dezember 1998 15:30 Uhr | HC Petra Vsetín J. Dopita (17.) J. Dopita (44.) | 2:5 (1:4, 0:0, 1:1) Spielbericht | Färjestad BK R. Hamr (14.) P. Prestberg (16.) T. Vikingstad (18.) C. Eriksson (20.) K. Huselius (43.) | Eisstadion, Davos Zuschauer: 5'520 |

| 30. Dezember 1998 20:45 Uhr | Team Canada D. Marois (10.) | 1:5 (1:2, 0:2, 0:1) Spielbericht | HC Davos R. von Arx (3.) P. Kobel (5.) R. Burakovsky (22.) S. Rizzi (39.) K. Martikainen (58.) | Eisstadion, Davos Zuschauer: 7'680 |

| Pl. |                 | Sp | S | N | Tore  | Punkte |
| --- | --------------- | -- | - | - | ----- | ------ |
| 1.  | HC Davos        | 4  | 3 | 1 | 17:08 | 6:2    |
| 2.  | Team Canada     | 4  | 3 | 1 | 13:11 | 6:2    |
| 3.  | Färjestad BK    | 4  | 2 | 2 | 13:11 | 4:4    |
| 4.  | HC Petra Vsetín | 4  | 1 | 3 | 13:18 | 2:6    |
| 5.  | VEU Feldkirch   | 4  | 1 | 3 | 07:14 | 2:6    |

### Final
| 31. Dezember 1998 12:00 Uhr | HC Davos R. von Arx (21.) R. von Arx (28.) | 2:5 (0:3, 2:1, 0:1) Spielbericht | Team Canada D. Lidster (6.) S. Heaphy (9.) M. Murray (12.) D. Marois (40.) M. Doyon (54.) | Eisstadion, Davos Zuschauer: 7'680 |

## Siegermannschaft
| Spengler-Cup-Sieger Team Canada | Torhüter: Fred Brathwaite, Aaron Schweitzer Verteidiger: Brian Casey, Mario Doyon, Shawn Heins, Perry Johnson, Alan Letang, Doug Lidster, Adrien Plavsic, Shayne Wright Stürmer: Jeremy Adduono, Ashley Buckberger, Justin Cardwell, Ryan Foster, Shawn Heaphy, Dan Hodgson, Ryan Lindsay, Casson Masters, Bob Maudie, Dave McLlwain, Marty Murray, Warren Norris, Geoff Peters, Todd Robinson, Jean-Yves Roy, Troy Stonier, Chris Szysky Cheftrainer: Mike Johnston |